# Aquatrain
水上列车（英语：Aquatrain或AquaTrain）是加拿大国家铁路曾经运营的一条铁路轮渡线路，现已停运。运营期间连接加拿大不列颠哥伦比亚省鲁珀特王子港和美国阿拉斯加州惠蒂尔。使用的船舶为由拖船拖动的无动力驳船，无动力驳船内设8线铁路，无动力驳船为全球同类船舶中最大的。一次可运载50节火车车厢；若将这些火车车厢竖立起来，则约相当于韦莱集团大厦高度的12倍。这一铁路轮渡于1962年开通，每周一班，船期3天，全年无休。停运前夕使用的无动力驳船由韩国造船企业“Shin-A”于1982年制造，长122米，宽30米。1993年后，拖船部分的船舶和船员均外判予福斯海运。福斯海运在该处使用两艘名称分别为“贾丝廷·福斯号（Justine Foss）”和“芭芭拉·福斯号（Barbara Foss）”的拖船。 2021年4月，水上列车停运。